# Die letzte Frist (1954)
Die letzte Frist ist ein Zeichentrick-Kurzfilm aus dem Tom und Jerry-Franchise von Joseph Barbera und William Hanna aus dem Jahr 1954.

## Handlung
Nachdem Bulldogge Spike und Kater Tom sich aus dem Kühlschrank ihres Herrchens und Frauchens bedient haben, diskutieren Herrchen und Frauchen über die gestiegenen Kosten und kommen zu dem Schluss, das sie sich nur noch ein Haustier leisten können. Sie stellen den beiden ein Ultimatum. Wer Jerry, die Maus, fangen würde, könne bleiben, der andere müsste das Haus verlassen. Die beiden beginnen nun Jerry zu jagen. Immer wenn Jerry gefangen wurde, versucht der andere sie ihm abzujagen. Dabei verwüsten sie das Haus, bis es Herrchen und Frauchen reicht und sie beide vor die Tür gesetzt werden. Am Ende bleibt Jerry, der ja auch viel weniger Futter benötigen würde. Die Kamera fährt in das Mauseloch und innen sieht man gigantische Vorräte.

## Hintergrund
Die letzte Frist war der 88. Zeichentrickfilm aus der Tom-&-Jerry-Reihe. Er erschien am 20. November 1954. Es war der erste Film von Metro-Goldwyn-Mayer (MGM), der im von Twentieth Century Fox entwickelten CinemaScope-Verfahren gedreht wurde. Ab 1956 übernahmen alle Cartoons von MGM dieses Verfahren.
Es war der erste Tom-&-Jerry-Cartoon, der George und Joan zeigte, wenn auch noch namenlos und ohne Gesicht.
In Deutschland erschien der Cartoon auf den DVDs Tom und Jerry – The Classic Collection 7 (2004) und Tom und Jerry – Streit ums Essen (2010).